# Доноровын Лумбэнгарав
До́норовын (Доноров) Лу́мбэнгарав (монг. Доноровын Лүмбэнгарав; 27 января 1977) — монгольский футболист, защитник.

## Карьера
Всю карьеру Доноровын Лумбэнгарав играет в монгольских клубах. Выступал за «Дэлгэр», «Баянгол», «Мон-Уран», «Хоромхон» и «Эрчим», с 2009 года играет за команду «Улан-Баторский университет». Лумбэнгарав четырежды становился чемпионом Монголии, 3 раза выигрывал Кубок.
За сборную Монголии Лумбэнгарав играл с 2000 по 2014 год, провёл 36 матчей, забил 8 мячей. Первый гол забил 24 февраля 2003 года во встрече со сборной Гуама.
Рекордсмен сборной по проведённым играм и бывший — по забитым голам (в 2024 году его обошёл Ням-Осорын Наранболд).

## Достижения
- Чемпион Монголии (4): 2005, 2007, 2008, 2009[7]
- Обладатель Кубка Монголии (3): 1998, 2001, 2002